# Francisco Expósito
Francisco Expósito Camio (Usúrbil, Guipúzcoa, 25 de marzo de 1921-ibid., 31 de julio de 1975) fue un ciclista español, profesional entre los años 1942 y 1953, durante los que consiguió 14 victorias.

## Biografía
Es de destacar su dedicación al ciclocrós, en el que logró un Campeonato de España de Ciclocrós (1951) y tres subcampeonatos (1942, 1948 y 1950). Resultó asimismo vencedor en la edición del año 1949 que finalmente fue anulada.  Su afición a la bicicleta le hizo participar como chófer en alguna Vuelta Ciclista. Tras su retirada deportiva pasó a trabajar como taxista en su localidad natal. 

### Trayectoria deportiva

#### Equipos
- Fortuna (1942)
- Independiente (1943-1947)
- Michelin (1948)
- Independiente (1949-1953)

#### Palmarés
| 1942 - 2.º en el Campeonato de España de Ciclocrós 1945 - Vuelta al Valle de Leniz 1946 - Escoriaza - Retuerto - Circuito de Durango 1947 - Ermua 1948 - Villafranca - 2.º en el Campeonato de España de Ciclocrós | 1949 - Ondarroa 1950 - Barakaldo - Campeonato de Navarra - 2.º en el Campeonato de España de Ciclocrós 1951 - Prueba Goyerri - Oiartzun - Campeonato de España de Ciclocrós 1952 - Aretxabaleta - Azpeitia |

### Asesinato
El 31 de julio de 1975 fue asesinado por la organización terrorista ETA-militar en la parada de taxis de Usúrbil mientras esperaba clientela. El taxista había sido acusado por esta organización de ser "chivato" de la policía, siendo una de las primeras personas que fueron asesinadas por ETA por ser supuestos colaboradores o informantes de la Polícía.